# Ендоплазматични ретикулум
Ендоплазматични ретикулум (ЕР) је тип органеле присутан у свим еукариотским ћелијама коју сачињава мрежа међусобно повезаних, спљоштених кесица или цеви које су ограничене мембраном и познатије су као цистерне. Налази се како у биљним, тако и у животињским ћелијама. Мембране ендоплазматичног ретикулума су у континуитету са спољашњом мембраном једровог овоја. Јавља се у већини типова еукариотских ћелија, али је одсутан из црвених крвних ћелија и сперматозоида. Постоје две врсте ендоплазматичног ретикулума, грануларни и глатки (агрануларни). На површини грануларног ЕР-а се налазе рибозоми који су важни за синтезу протеина, што је и његова основна функција, док глатки ЕР нема рибозоме и његова основна функција је синтеза липида, синтеза угљених хидрата и детоксикација.

## Структура
Структуру ендоплазматичног ретикулума су први пут 1945. уочили Кит Р. Портер, Алберт Клод, Броди Мескерс и Ернест Ф. Фулам, помоћу електронског микроскопа. ЕР представља систем шупљина ограничених мембраном чија форма и величина зависе од врсте ткива, типа ћелија, њихове старости, метаболичке и физиолошке активности. Цео систем има изглед континуалне мреже међусобно повезаних канала где мембране одвајају 2 фазе: материјал унутар шупљина (лумен) и цитоплазматични матрикс који опкољава елементе ретикулума. Величина ендоплазматичног ретикулума се разликује од ћелије до ћелије и одређена је функцијом коју ћелија врши. Ћелије које синтетишу доста протеина имају велике ендоплазматичне ретикулуме. Пример таквих ћелија су ћелије јетре и панкреаса. Разликују се три основна типа (форме) елемената ендоплазматичног ретикулума: цистерне, везикуле и тубули. Цистерне су издужене спљоштене кесице које на попречном пресеку имају изглед уских канала пречника 40 до 50 нм које су постављене паралелно. Везикуле имају изглед проширених кесица ширине 25-500 нм. Понекад се цистернални канали локално проширују чиме се добија ланац везикула повезаних цистерналним каналима. Тубуле су различите форме мање-више разгранате, пречника 50 -100 нм.
Око 50% свих мембрана у ћелији чине мембране ЕР-а. Постоје разлике између мембране грануларног и глатког ендоплазматичног ретикулума. Количина глатког и грануларног ЕР може да варира у зависности од метаболичке активности ћелије. Трансформација може укључивати и утискивање нових протеина у мембрану, као и структурне промене. Промене у садржају протеина се могу јавити и без видљивих структурних промена.

### Грануларни ендоплазматични ретикулум
Грануларни ЕР састављен је од уских цистерни за чије су мембране везани рибозоми и у вези је са једровом опном. Места на којима се везују рибозоми називају се транслокон. Међутим, рибозоми нису стабилна компонента структуре ове органеле зато што се они стално везују и ослобађају са ендоплазматичног ретикулума. Рибозоми се везују за грануларни ЕР само кад се специфичан протеинско- нуклеинско- киселински комплекс формира у цитосолу. Овај комплекс се формира када слободни рибозом почиње процес транслације иРНК протеина намењеног пролазу кроз секреторне путеве. Првих 5- 30 амино киселина формира сигнални пептид, молекуларну поруку која се препознаје и везује за сигналну честицу. Транслација се паузира и рибозом се везује за грануларни ЕР где се транслација наставља и формира нови протеин у лумену и/или на мембрани грануларног ендоплазматичног ретикулума. Протеин се прерађује у лумену ендоплазматичног ретикулума ензимом (сигнална протеаза), који уклања сигнални пептид. Рибозом у овом тренутку може бити враћен у цитосол. Међутим могуће је и да рибозом остане повезан са транслоконом.

### Глатки ендоплазматични ретикулум
Глатки ендоплазматични ретикулум је углавном сачињен од тубула које се налазе близу ћелијске периферије. Оне немају рибозоме на својој површини, па отуда и назив глатки (агрануларни). Има приближно исту заступљеност у цитоплазми као и грануларни. Понекад се користи и назив прелазни ЕР, зато што садржи места на којима везикуле излазе из ЕР-а.
Саркоплазматични ретикулум је подврста глатког ЕР-а који се налази у мишићним ћелијама. Једина структурна разлика између саркоплазматичнг и глатког ЕР је у "мешавини" протеина који их сачињавају. Ова, наизглед не толико битна разлика има битну улогу у њиховим функцијама, о којима ће касније бити речи.

## Функције

### Функције грануларног ендоплазматичног ретикулума
Функција грануларног ЕР-а је, као што је већ речено, синтеза протеина. Процес синтезе протеина почиње када иРНК пређе из једра на рибозоме који се налазе на мембрани грануларног ЕР-а. Ланац амино киселина који се створи у процесу синтезе протеина бива убачен у унутрашњост ендоплазматичног ретикулума. У лумену ЕР-а се врши савијање протеина, чиме се постиже веома битна биохемијска структура потребна да би протеин могао правилно врши своју функцију У лумену се врши још и процес контроле квалитета протеина. Они протеини који су неправилно формирани или савијени се одбацују. Одбацивање се вржи тако што се одбачени протеини магационирају у лумену ЕР или бивају послати на рециклажу до евентуалног разлагања на амино киселине. Грануларни ЕР има кључну улогу и у:
- Производњи лизозомских протеина са маноза-6-фосфатним маркером додатим у цис страну Голџи комплекса;
- Производњи секреторних протеина;
- Производњи Интегралних мембранских протеина
- Започињању Гликозилације.

### Функције глатког ендоплазматичног ретикулума
Глатки ЕР има улогу у неколико метаболичких процеса. Синтетише липиде, фосфолипиде и стероиде. Ћелије које врше секрецију ових производа, као оне у тестисима, јајницима и лојним жлездама, садрже доста глатког ендоплазматичног ретикулума. Такође има улогу и у синтези угљених хидрата и детоксикацији. У мишићним ћелијама регулише концентрацију калцијумових јона, док је улога саркоплазматичног ретикулума у магационирању и отпуштању истих када су мишићи стимулисани. Глатки ЕР садржи и ензим глукоза-6-фосфатазу која се конвертује у глукозу-6-фосфат у процесу глуконеогенезе.

### Транспорт протеина
ЕР врши и транспорт синтетисаних протеина како унутар ЕР, тако и до других места у ћелији и ван ње. Транспорт ван ЕР-а се врши везикулама. Иако нису повезани, ЕР и голџи комплекс раде у синергији. То се дешава тако што се синтетисани молекули шаљу на завршну 'дораду' у голџи комплекс. По завршетку дораде протеини се шаљу на одређену локацију. Страна голџи апарата окренута ка ЕР-у и прима везикуле се назива цис, а она која отпушта дорађене везикуле се назива транс.

## Болести које настају због поремећаја у раду ЕР
Тип Емфизема плућа настаје као последица сталног одбацивања погрешно савијених протеина у лумену грануларног ендоплазматичног ретикулума.
Цистична фиброза настаје када недостаје једна аминокиселина, фенилаланин, на одређеном месту у структури протеина. Протеин би могао да обавља своју функцију и без аминокиселине, али се у процесу контроле квалитета у лумену ЕР-а протеин ипак одбацује.